# كالفين أرمسترونغ
كالفين أرمسترونغ (بالإنجليزية: Calvin Armstrong)‏ هو لاعب كرة القدم الكندية أمريكي، ولد في 31 مارس 1982 في سنتراليا في الولايات المتحدة.